# اسکریپر (اکلاهما)
اسکریپر(به انگلیسی: Scraper) شهری در ایالت اکلاهما کشور ایالات متحده آمریکا است که جمعیت آن در سرشماری سال ۲۰۱۰ میلادی، ۱۹۱ نفر بوده‌است.